# Нємов Олексій Юрійович
Олексій Юрійович Нємов (рос. Алексей Юрьевич Немов, 28 травня 1976) — російський гімнаст, олімпійський чемпіон.

## Виступи на Олімпіадах
| Олімпіада    | Дисципліна       | Місце              |
| ------------ | ---------------- | ------------------ |
| Атланта 1996 | абсолютний залік | 2                  |
| Атланта 1996 | командний залік  | 1                  |
| Атланта 1996 | вільні вправи    | 3                  |
| Атланта 1996 | опорний стрибок  | 1                  |
| Атланта 1996 | паралельні бруси | 4T                 |
| Атланта 1996 | перекладина      | 3T                 |
| Атланта 1996 | кільця           | 14 (кваліфікація)  |
| Атланта 1996 | кінь             | 3                  |
| Сідней 2000  | абсолютний залік | 1                  |
| Сідней 2000  | командний залік  | 3                  |
| Сідней 2000  | вільні вправи    | 2                  |
| Сідней 2000  | опорний стрибок  | 4                  |
| Сідней 2000  | паралельні бруси | 3                  |
| Сідней 2000  | перекладина      | 1                  |
| Сідней 2000  | кільця           | 14T (кваліфікація) |
| Сідней 2000  | кінь             | 3                  |
| Афіни 2004   | абсолютний залік | 82                 |
| Афіни 2004   | командний залік  | 6                  |
| Афіни 2004   | паралельні бруси | 12T (кваліфікація) |
| Афіни 2004   | перекладина      | 5                  |
| Афіни 2004   | кінь             | 35T (кваліфікація) |